# دگنهام
latitudeدگنهامlongitudeدگنهام
دگنهام (به انگلیسی: Dagenham) یک شهرک در بریتانیا است که در منطقه بارکینگ و دگنهام لندن واقع شده‌است.